# Giorgio Petrosyan
Gevorg Petrosyan, detto Giorgio (in armeno Գևորգ Պետրոսյան?; Erevan, 10 dicembre 1985), è un kickboxer e thaiboxer armeno naturalizzato italiano.
Ha vinto il prestigioso torneo K-1 MAX nel 2009 e nel 2010, al tempo la massima espressione della kickboxing sotto i 70 kg di peso, e tuttora detiene il titolo di campione intercontinentale dei pesi medi WMC. È stato sotto contratto per gli eventi della organizzazione singaporiana di kickboxing Glory nella quale ha vinto il torneo 2012 Glory 70kg Slam.
È stato il primo atleta a vincere due tornei K-1 MAX consecutivi, ed il primo prodotto della scuola italiana di kickboxing a vincere tornei in K-1 e Glory, considerate le due maggiori organizzazioni al mondo dello sport insieme ad Oktagon. Dopo la prima sconfitta avvenuta nel 2007 allo stadio Lumpinee di Bangkok, Giorgio Petrosyan è rimasto imbattuto per ben 42 incontri consecutivi fino al KO subito nel 2014 da parte di Andy Ristie nel torneo Glory a New York.
È attualmente il kickboxer più forte al mondo nella sua divisione di peso, avendo ottenuto importanti vittorie contro campioni di indiscusso livello ed altri top fighter come: Naruepol Fairtex, Andy Souwer (2 volte), Džabar Askerov, Albert Kraus (2 volte), Mike Zambidis, Yoshihiro Sato, Artur Kyshenko, Ky Hollenbeck, Davit Kiria e Robin van Roosmalen; mentre ha ottenuto un pareggio contro il thailandese Buakaw Por. Pramuk.

## Biografia
Gevorg Petrosyan nasce nel 1985 a Yerevan, nell'allora Repubblica Socialista Sovietica Armena.
All'età di 13 anni assieme al padre Andranik e al fratello maggiore Stepan immigra illegalmente in Italia nascosto all'interno di un autocarro, in un viaggio che durò 10 giorni. Dopo aver vissuto all'interno di un camion trovò rifugio alla Caritas, e si stabilì inizialmente a Milano per poi trasferirsi a Gorizia dove il padre trovò lavoro; successivamente riuscì a ricongiungersi con la madre Karine, la sorella Lianna ed il fratello minore Armen, anch'egli con un futuro nella kickboxing professionistica.
A 14 anni inizia ad allenarsi nella muay thai e, sebbene trovi ostacoli perché ritenuto troppo giovane, Giorgio riesce ad entrare nella palestra Satori Gladiatorium Nemesis gestita da Alfio Romanut.
Combatte il suo primo incontro ufficiale all'età di 16 anni nella categoria sotto i 54 kg; nei primi anni di carriera contemporaneamente lavorava come muratore. 
Giorgio Petrosyan, ancora molto giovane e agli esordi, verrà messo sotto contratto dal manager Carlo Di Blasi in cerca di nuovi atleti di livello mondiale per sostituire i campioni storici che gestiva da lungo tempo come l'italiano Paolo Biotti, la cui carriera in grande ascesa fu stroncata di colpo a causa di un gravissimo incidente stradale che lo porterà per alcuni anni in sedia a rotelle, dopo numerose operazioni tornerà sul ring in perfetta forma ma solo un paio di volte, e la francese Chantal Menard che invece si era ritirata a vita privata tra la Francia e il Madagascar. Il manager Di Blasi consentirà ben presto a Giorgio Petrosyan di dedicarsi alla sola attività sportiva lasciando l'impiego di operaio edile e proiettandolo nelle grandi arene di tutto il mondo, ma il suo successo e fama mondiale iniziarono solo dopo la grande opportunità di combattere ad Oktagon davanti a 13.000 spettatori paganti e 100 tv nel mondo. Petrosyan è ancora oggi, ormai da decenni, sotto contratto esclusivo con Carlo Di Blasi, così come il fratello Armen ed è uno degli atleti più pagati al mondo negli sport da combattimento.
Dal 24 ottobre 2014 Giorgio Petrosyan è diventato cittadino italiano per meriti sportivi. La cittadinanza gli è stata conferita dal sindaco di Gorizia Ettore Romoli dopo una missiva del presidente della Repubblica Giorgio Napolitano.
Giorgio Petrosyan è soprannominato "The Doctor" per i suoi colpi precisi e chirurgici in particolare con la mano sinistra.
Nel 2014, Giorgio Petrosyan torna a vivere a Milano con il fratello Armen Petrosyan.

## Carriera

### Inizi: Muay Thai in Italia
Petrosyan inizia a competere già nel 2002 nella divisione dei pesi gallo unicamente in incontri con regolamento di muay thai.
Nel 2003 vince il titolo nazionale MTA sconfiggendo per KO Gionata Zarbo, e l'anno successivo si aggiudica anche il titolo europeo battendo il francese Fabio Pinca, futuro campione del mondo della WBC Muaythai.
Nel 2005 difende con successo il titolo europeo MTA battendo nella sua Gorizia il futuro pluricampione Shemsi Beqiri.
Due mesi dopo a Bologna Petrosyan incappa in un pareggio contro il thailandese Pinsinchai, interrompendo così una serie di 10 vittorie consecutive.
Lo stesso anno ottiene il suo primo successo intercontinentale vincendo il titolo WMC a spese del francese Olivier Tchétché.
Nel 2006 vince il torneo Italian Extreme IV a Modena e successivamente la cintura di campione del mondo KL, titolo che difenderà per tre volte consecutive contro avversari internazionali.
In dicembre vince anche il torneo ad otto atleti Janus Fight Night 2006 di Padova, dove in finale sconfigge il campione europeo WKPL Marco Piqué.

### Prima sconfitta e passaggio al kickboxing
Il 2007 si apre con l'esordio di Petrosyan nel leggendario stadio Lumpinee di Bangkok: qui Giorgio conosce per la prima volta in carriera la sconfitta, perdendo ai punti contro il thaiboxer Nonthanan della palestra di Por. Pramuk, mettendo fine ad una serie di 25 incontri consecutivi da imbattuto.
Petrosyan torna rapidamente alla vittoria e in aprile esordisce in un evento a Milano della giapponese K-1, al tempo la più prestigiosa organizzazione di kickboxing al mondo, dove batte ai punti il russo Arslan Magomedov.
In maggio viene chiamato a sostituire l'australiano John Wayne Parr in quella che fu fino a quel momento la sfida più importante della sua carriera: sfidante al titolo mondiale WMC sotto i 70 kg opposto al campione thailandese Buakaw Por. Pramuk, il quale l'anno prima aveva vinto il torneo K-1 World MAX divenendo il più forte kickboxer del mondo nella sua categoria di peso: Petrosyan riuscì ad essere all'altezza ma l'incontro terminò con un pareggio e con Buakaw che rimase campione.
Successivamente Petrosyan ottenne due vittorie consecutive contro il campione WFC Abdallah Mabel e vinse il torneo Janus Fight Night 2007 sconfiggendo nell'ordine José Reis, nuovamente Abdallah Mabel e in finale s'impose ancora una volta su Marco Piqué.
Il 2008 fu l'anno del passaggio definitivo alla kickboxing con le regole del K-1 oggi chiamate FightCode.
Petrosyan entrò a competere nei tornei dell'organizzazione olandese It's Showtime e nel frattempo continuò a combattere anche in eventi K-1 e Janus Fight Night, ottenendo importanti vittorie sul campione WAKO Luís Reis, sul campione WKA Chris Ngimbi, sull'ex campione Lumpinee Naruepol Fairtex e sul vincitore del torneo K-1 MAX Netherlands 2008 Warren Stevelmans.
Nel 2009 vinse il titolo intercontinentale dei pesi welter WKN battendo a Torino il georgiano David Javakhia.

### I successi nei tornei K-1 World MAX e la leadership mondiale
Ad aprire la strada di Petrosyan al successo mondiale fu in primis l'importante vittoria sul fuoriclasse Andy Souwer, vincitore del K-1 World MAX nel 2005 e 2007 e della S-Cup nel 2002, 2004 e 2008: Petrosyan vinse l'incontro nel marzo del 2009 a Milano e con un record personale di 53-1-2 ottenne la chiamata dal K-1 per prendere parte al più prestigioso torneo al mondo di kickboxing sotto i 70 kg, ovvero il K-1 World MAX.
L'avventura di Petrosyan nel torneo K-1 World MAX 2009 inizia in aprile a Fukuoka contro Džabar Askerov, vincitore del K-1 Scandinavia MAX 2008 e campione europeo WMC: Petrosyan vinse per KO durante la seconda ripresa per mezzo di una ginocchiata al corpo.
Nel frattempo continuò anche a lottare per It's Showtime, sconfiggendo il campione del mondo WFCA Faldir Chahbari ad Amsterdam.
Torna in Giappone per i quarti di finale del torneo K-1 World MAX 2009 dove sconfigge Albert Kraus, vincitore del primo torneo K-1 World MAX nel 2002.
In ottobre con l'evento K-1 World MAX 2009 World Championship Tournament Final di Yokohama si assistette all'epilogo del torneo con semifinale e finale giocati la stessa sera: in semifinale Petrosyan si sbarazzò dell'atleta di casa Yūya Yamamoto per KO in poco più di due minuti ma nel fare ciò si ruppe una delle mani, ed in finale nonostante l'infortunio s'impose ai punti nel rematch contro Andy Souwer, il quale in semifinale aveva superato Buakaw Por. Pramuk; Petrosyan diviene così il vincitore del torneo K-1 World MAX 2009 ed il kickboxer numero 1 al mondo nei pesi welter.
Negli anni a seguire cementerà il suo status di fuoriclasse assoluto, ma i problemi alle mani lo tormenteranno nuovamente: ad Oktagon organizzato a Milano batte il campione del mondo MTA Kem Sitsongpeenong e si prepara al torneo K-1 World MAX 2010 da favorito, ma in quell'incontro s'infortunò nuovamente alla mano.
Il primo turno del K-1 World MAX 2010 si svolse a Seul, dove Petrosyan sconfisse il vincitore del torneo  K-1 World MAX East Europe Vitaly Gurkov.
Quell'anno il K-1 World MAX dai quarti di finale in poi si svolse interamente in una sola serata organizzata l'8 novembre 2010 al Ryōgoku Kokugikan di Tokyo: Petrosyan si riconfermò il kickboxer più forte al mondo sconfiggendo in serie Albert Kraus, il campione del mondo PROFI e WIPU Mike Zambidis ed in finale Yoshihiro Sato, il quale aveva superato Michał Głogowski e Gago Drago nei due incontri precedenti; nonostante ciò per la terza volta si ruppe una mano.

### Dominio, problemi finanziari delle organizzazioni e nuovo infortunio alla mano
Il 2011 ed il 2012 vedranno Petrosyan proseguire il suo dominio come indiscusso kickboxer più forte al mondo e successivamente elevato a numero 1 pound for pound, ma si assistette anche ad una flessione economica del kickboxing mondiale, con la maggiore promozione in assoluto K-1 che non ebbe fondi necessari per organizzare i tornei del 2011 e con la It's Showtime che non riuscì più a garantire le borse stipendio ai propri atleti.
Petrosyan sconfisse in successione il campione WKN Sudsakorn Sor Klinmee ed il campione It's Showtime Cosmo Alexandre, per poi terminare un incontro in "No Contest" contro Chahid Oulad El Hadj per un calcio ricevuto all'inguine. In luglio sconfisse Hinata, ma durante l'incontro si ruppe per la quarta volta la mano.
Tornò a lottare in novembre con la vittoria su Zeben Díaz. Nel 2012 sconfisse il campione ISKA Abraham Roqueñi ed il top fighter di K-1 Artur Kyshenko.

### Glory
In seguito alla crisi del K-1 a prendere in mano le redini della kickboxing mondiale fu la neonata promozione singaporiana Glory, la quale mise subito sotto contratto buona parte dei migliori atleti in circolazione: Giorgio Petrosyan fu tra gli acquisti dell'organizzazione. Petrosyan esordì con il primo evento in assoluto della promozione, ovvero Glory 1: Stockholm, dove forte di un record personale di 70 vittorie ed una sola sconfitta si apprestò ad entrare nel torneo dei pesi leggeri Glory come l'assoluto favorito alla vittoria finale: nel primo turno sconfisse Fabio Pinca in un rematch tra i due. Il resto del torneo dai quarti di finale in poi si giocò tutto in una sera con l'evento Glory 3: Rome ospitato il 3 novembre 2012 a Roma: qui da beniamino del pubblico Petrosyan fa felice i propri tifosi vincendo anche il torneo Glory, imponendosi in successione sul campione WMC Ky Hollenbeck, sull'Ashihara kaikan karateka Davit Kiria ed in finale sull'ex campione It's Showtime Robin van Roosmalen.
Petrosyan aprì il 2013 con un incontro combattuto e vinto a Trieste contro Ole Laursen per mezzo di un veloce KO: Petrosyan non vinceva per KO da circa tre anni. Lo stesso anno Glory tornò in Italia con l'evento Glory 7: Milan, con Petrosyan che si impose anche sul marocchino Hafid El Boustati.
Nel novembre del 2013 Petrosyan prese parte al secondo torneo Glory dei pesi leggeri, questa volta composto da soli quattro partecipanti: in semifinale si vide opposto all'atletico artista del KO Andy Ristie e il risultato fu uno shock, in quanto un Petrosyan imbattuto da 6 anni e 42 incontri controllò con grosse difficoltà i primi due round ma durante la terza ed ultima ripresa venne messo KO da un gancio sinistro del rivale, il quale poi vinse il torneo con un KO anche su Robin van Roosmalen; in quel match Petrosyan si ruppe la mano per la quinta volta durante il primo round.
Il 24 gennaio 2015 Giorgio Petrosyan affronta il turco Erkan Varon (96 match, 85 vittorie (di cui 45 per knockout) e 11 sconfitte) nell'ambito di Thai Boxe Mania 2015 l'evento organizzato da Carlo Barbuto a Torino, vincendo per decisione non unanime dei giudici di gara.
Il 13 Ottobre 2019 si incorona come Campione del Mondo nel torneo a 8 della famosa promotion asiatica One Championship, vincendo i quarti di finale, la semifinale e la finale contro il fortissimo francese Samy Sana.
Giorgio viene tutt'oggi definito il miglior kickboxer di tutti i tempi con un record imparagonabile a nessun altro atleta.

### Palmarès
| 106 Vittorie (42 per KO/TKO), 3 Sconfitte, 2 Pareggi,2 No Contest |           |                      |                                                                                |                                |       |       |
| Data                                                              | Risultato | Avversario           | Evento                                                                         | Modalità                       | Round | Tempo |
| 30.11.2024                                                        | Vittoria  | Nasser Boungab       | Petrosyan Mania Gold Edition                                                   | KO                             | 1     | N/A   |
| 18.05.2024                                                        | Vittoria  | Sergio Sanchez       | Petrosyan Mania Gold Edition                                                   | Per decisione (unanime)        | 5     | 3:00  |
| 30.04.2022                                                        | Vittoria  | Fatih Aydin          | Petrosyan Mania Gold Edition                                                   | KO                             | 2     | 2:20  |
| 15 10 2021                                                        | Sconfitta | Superbon Banchamek   | ONE Championship                                                               | KO                             | 2     | 2:40  |
| 13 10 2019                                                        | Vittoria  | Samy Sana            | ONE Championship                                                               | Per decisione (unanime)        | 3     | 3     |
| 16 08 2019                                                        | Vittoria  | Jo Nattawut          | ONE Championship                                                               | KO                             | 2     | 2:47  |
| 09 10 2018                                                        | Vittoria  | Sorgraw Petchyndee   | ONE Championship                                                               | Per decisione (unanime)        | 3     | 3:00  |
| 14 07 2018                                                        | Vittoria  | Chingiz Allazov      | Bellator KickBoxing : Roma                                                     | Per decisione (unanime)        | 5     | 3:00  |
| 20 04 2018                                                        | Vittoria  | Jo Nattawut          | ONE Championship                                                               | Per decisione (unanime)        | 3     | 3:00  |
| 14 10 2017                                                        | Vittoria  | Chris Ngimbi         | PetrosyanMania : Monza                                                         | Per decisione (unanime)        | 5     | 3.00  |
| 08 04 2017                                                        | Vittoria  | Amansio Paraschiv    | Bellator Kickboxing: Torino                                                    | Per decisione (unanime)        | 3     | 3.00  |
| 18 02 2017                                                        | Vittoria  | Artem Pashporin      | W5 Grand Prix KITEK XXXIX                                                      | Per decisione (unanime)        | 5     | 3.00  |
| 10 12 2016                                                        | Vittoria  | Jordan Watson        | Bellator Kickboxing: Florence                                                  | TKO                            | 3     | 0:52  |
| 16 04 2016                                                        | Vittoria  | Ravy Brunow          | Oktagon 2016: Turin                                                            | Per decisione (unanime)        | 3     | 3:00  |
| 31 01 2016                                                        | Vittoria  | Jiao Fukai           | WTF: Shangai                                                                   | TKO                            | 3     | 00:10 |
| 07 11 2015                                                        | Vittoria  | Josh Jauncey         | Glory 25: Monza                                                                | Per decisione (unanime)        | 3     | 3:00  |
| 28 08 2015                                                        | Vittoria  | Xu Yan               | Hero Legends                                                                   | KO (left knee)                 | 3     | 1:27  |
| 11 04 2015                                                        | Vittoria  | Enrico Kehl          | Oktagon 2015, Assago                                                           | Per decisione (Non Unanime)    | 3     | 3:00  |
| 24 01 2015                                                        | Vittoria  | Erkan Varol          | Thai Boxe Mania 2015, Torino                                                   | Per decisione (Unanime)        | 3     | 3:00  |
| 23 11 2013                                                        | Sconfitta | Andy Ristie          | Glory 12: New York - Semifinale, New York                                      | KO                             | 3     | 0:43  |
| 20 04 2013                                                        | Vittoria  | Hafid El Boustati    | Glory 7: Milan, Milano                                                         | Per decisione (Unanime)        | 3     | 3:00  |
| 03 03 2013                                                        | Vittoria  | Ole Laursen          | Gotti Promotions, Trieste                                                      | KO                             | 1     | 2:10  |
| 03 11 2012                                                        | Vittoria  | Robin Van Roosmalen  | Glory World Series Final 8 - Finale, Roma                                      | Per decisione (Unanime)        | 3     | 3:00  |
| 03 11 2012                                                        | Vittoria  | Davit Kiria          | Glory World Series Final 8 - Semifinale, Roma                                  | Per decisione (Unanime)        | 3     | 3:00  |
| 03 11 2012                                                        | Vittoria  | Ky Hollenbeck        | Glory World Series Final 8 - Quarti di finale, Roma                            | KO Tecnico (infortunio)        | 2     | 0:34  |
| 26 05 2012                                                        | Vittoria  | Fabio Pinca          | Glory World Series Final 16, Stoccolma                                         | Per decisione (Unanime)        | 3     | 3:00  |
| 25 03 2012                                                        | Vittoria  | Artur Kyshenko       | Oktagon - Fight Code 2012, Milano                                              | Per decisione (Unanime)        | 3     | 3:00  |
| 21 01 2012                                                        | Vittoria  | Abraham Roqueñi      | Yokkao Extreme 2012, Milano                                                    | Per decisione                  | 3     | 3:00  |
| 12 11 2011                                                        | Vittoria  | Zeben Diaz           | It's Showtime 53, Milano, Italia                                               | Per decisione                  | 3     | 3:00  |
| 18 07 2011                                                        | Vittoria  | Hinata Watanabe      | REBELS 8 & It's Showtime Japan, Giappone                                       | Per decisione (Unanime)        | 3     | 3:00  |
| 14 05 2011                                                        | NC        | Chahid Oulad El Hadj | It's Showtime 2011 Lyon, Lione, Francia                                        | Incontro sospeso               | 3     | 0:50  |
| 12 03 2011                                                        | Vittoria  | Cosmo Alexandre      | Fight Code: Dragon Series Round 2, Milano, Italia                              | Per decisione (Unanime)        | 3     | 3:00  |
| 29 01 2011                                                        | Vittoria  | Sudsakorn S. Klinmee | Thai Boxe Mania, Torino, Italia                                                | Per decisione (Unanime)        | 3     | 3:00  |
| 8 11 2010                                                         | Vittoria  | Yoshihiro Sato       | K-1 World MAX 2010 World Championship Tournament Final, Tokyo, Giappone        | Per decisione (Unanime)        | 3     | 3:00  |
| 8 11 2010                                                         | Vittoria  | Mike Zambidis        | K-1 World MAX 2010 World Championship Tournament Final, Tokyo, Giappone        | Per decisione (Unanime)        | 3     | 3:00  |
| 8-11-2010                                                         | Vittoria  | Albert Kraus         | K-1 World MAX 2010 World Championship Tournament Final 8, Tokyo, Giappone      | Per decisione (unanime)        | 3     | 3:00  |
| 3-10-2010                                                         | Vittoria  | Vitaly Hurkou        | K-1 World MAX 2010 World Championship Tournament Final 16, Seul, Corea del Sud | Per decisione (unanime)        | 3     | 3:00  |
| 13-03-2010                                                        | Vittoria  | Kem Sitsongpeenong   | Oktagon - It's Showtime 2010, Milano, Italia                                   | Per decisione (unanime)        | 3     | 3:00  |
| 30 01 2010                                                        | Vittoria  | Mohamed Diaby        | Campionato Mondiale Thai Boxe, Torino, Italia                                  | KO                             |       |       |
| 26 10 2009                                                        | Vittoria  | Andy Souwer          | K-1 World MAX 2009 World Championship Tournament Final, Tokyo, Giappone        | Per decisione (Unanime)        | 3     | 3:00  |
| 26 10 2009                                                        | Vittoria  | Yūya Yamamoto        | K-1 World MAX 2009 World Championship Tournament Final, Tokyo, Giappone        | KO (gancio destro)             | 1     | 2:10  |
| 13 07 2009                                                        | Vittoria  | Albert Kraus         | K-1 World MAX 2009 World Championship Tournament Final 8, Tokyo, Giappone      | Per decisione (unanime)        | 3     | 3:00  |
| 16 05 2009                                                        | Vittoria  | Faldir Chahbari      | It's Showtime 2009, Amsterdam, Paesi Bassi                                     | Per decisione (unanime)        | 3     | 3:00  |
| 21 04 2009                                                        | Vittoria  | Džabar Askerov       | K-1 World MAX 2009 Final 16, Fukuoka, Giappone                                 | KO (Left knee)                 | 3     | 0:49  |
| 14 03 2009                                                        | Vittoria  | Andy Souwer          | Oktagon presents: It's Showtime 2009, Milano, Italia                           | Ext. R Per decisione (Unanime) | 4     | 3:00  |
| 31 01 2009                                                        | Vittoria  | David Javakhia       | Campionato Mondiale Thai Boxe, Torino, Italia                                  | KO (Left mid-kick)             | 1     | 1:44  |
| 20 11 2008                                                        | Vittoria  | Warren Stevelmans    | It's Showtime, Eindhoven, Paesi Bassi                                          | Per decisione (Unanime)        | 3     | 3:00  |
| 08 11 2008                                                        | Vittoria  | Naruepol Fairtex     | Janus Fight Night "The Legend", Padova, Italia                                 | Per decisione                  | 5     | 3:00  |
| 28 06 2008                                                        | Vittoria  | Rafik Bakkouri       | Thai Boxe Abano GP 2008, Abano Terme, Italia                                   | KO (Right hook)                | 1     | 2:17  |
| 24 05 2008                                                        | Vittoria  | Cagri Ermis          | Gentleman Promotions Fightnight, Tilburg, Paesi Bassi                          | Per decisione                  | 5     | 3:00  |
| 26 04 2008                                                        | Vittoria  | Chris Ngimbi         | K-1 World Grand Prix 2008 in Amsterdam, Amsterdam, Paesi Bassi                 | Per decisione                  | 3     | 3:00  |
| 12 04 2008                                                        | Vittoria  | Mikel Colaj          | K-1 Oktagon 2008, Milano, Italia                                               | KO                             | 4     |       |
| 15 03 2008                                                        | Vittoria  | Luis Reis            | It's Showtime Finale Trophy Max 75, Amsterdam, Paesi Bassi                     | Per decisione                  | 3     | 3:00  |
| 24 11 2007                                                        | Vittoria  | Marco Pique          | Janus Fight Night 2007, Padova, Italia                                         | Per decisione                  | 3     | 3:00  |
| 24 11 2007                                                        | Vittoria  | Abdallah Mabel       | Janus Fight Night 2007, Padova, Italia                                         | Per decisione                  | 3     | 3:00  |
| 24 11 2007                                                        | Vittoria  | Jose Reis            | Janus Fight Night 2007, Padova, Italia                                         | Per decisione                  | 3     | 3:00  |
| 13 10 2007                                                        | Vittoria  | Behrouz Rastagar     | Battle of Arnhem 6, Arnhem, Paesi Bassi                                        | KO                             | 1     |       |
| 27 07 2007                                                        | Vittoria  | Abdallah Mabel       | Serata Muaythai Gala, Trieste, Italia                                          | TKO                            | 5     |       |
| 26 05 2007                                                        | Vittoria  | Abdallah Mabel       | Muay Thai Event in Padova, Italia                                              | Per decisione                  | 3     | 3:00  |
| 19 05 2007                                                        | Pareggio  | Buakaw Por. Pramuk   | K-1 Scandinavia 2007, Stoccolma, Svezia                                        | Per decisione                  | 5     | 3:00  |
| 14 04 2007                                                        | Vittoria  | Arslan Magomedov     | K-1 Italia GP 2007 in Milano, Italia                                           | Per decisione                  | 3     | 3:00  |
| 17 03 2007                                                        | Vittoria  | Sadio Cissoko        | King of Kings, Milanoo, Italia                                                 | TKO                            | 3     |       |
| 23 01 2007                                                        | Sconfitta | Nonthanun Por Pramuk | Lumpinee Stadium, Bangkok, Thailandia                                          | Per decisione                  | 5     | 3:00  |
| 02 12 2006                                                        | Vittoria  | Marco Pique          | Janus Fight Night 2006, Padova, Italia                                         | Per decisione                  | 3     | 3:00  |
| 02 12 2006                                                        | Vittoria  | Frane Radnić         | Janus Fight Night 2006, Padova, Italia                                         | KO                             | 1     |       |
| 02 12 2006                                                        | Vittoria  | Cedric Muller        | Janus Fight Night 2006, Padova, Italia                                         | Per decisione                  | 3     | 3:00  |
| 19 11 2006                                                        | Vittoria  | Imro Main            | Rings Kickboxing Gala, Paesi Bassi                                             | Per decisione                  | 5     | 3:00  |
| 12 09 2006                                                        | Vittoria  | Frankie Hudders      | Kombat League Muay Thai World title, Pordenone, Italia                         | KO                             | 2     |       |
| 05 08 2006                                                        | Vittoria  | Johnny Tancray       | The Night of Superfight, Sardegna, Italia                                      | TKO                            | 4     |       |
| 10 06 2006                                                        | Vittoria  | Benito Caupain       | S-1 Muay Thai Middle Europe tournament, Nova Gorica, Slovenia                  | KO                             | 1     |       |
| 01 04 2006                                                        | Vittoria  | Roel Rink            | Italian Extreme IV tournament, Modena, Italia                                  | KO                             | 1     |       |
| 01 04 2006                                                        | Vittoria  | Richard Barnhill     | Italian Extreme IV tournament, Modena, Italia                                  | KO                             | 1     |       |
| 00 02 2006                                                        | Vittoria  | Petch                | Bangkok, Thailand                                                              | KO                             | 2     |       |
| 14 01 2006                                                        | Vittoria  | Mohamed Bourkhis     | The Night of Superfights III, Villebon, Francia                                | Per decisione                  | 5     | 3:00  |
| 22 10 2005                                                        | Vittoria  | Tarik Benfkih        | The Night of Superfights II, Villebon, Francia                                 | TKO (Referee stoppage)         | 3     |       |
|                                                                   | Vittoria  | Thomas Hengstberger  |                                                                                | KO                             | 2     |       |
| 25 06 2005                                                        | Vittoria  | Oliver Tchetche      | WMC Intercontinental title, Gorazie, Slovenia                                  | TKO (Referee stoppage)         | 2     |       |
| 30 04 2005                                                        | Vittoria  | Gaetan Ferre         | Muaythai Mondiale A Trieste, Italia                                            | TKO                            | 4     |       |
| 10 04 2005                                                        | Pareggio  | Pinsinchai           | Bologna Fight Night, Bologna, Italia                                           | Per decisione                  | 5     | 3:00  |
| 00 00 2005                                                        | Vittoria  | Shemsi Beqiri        | European MTA Muaythai title, Gorizia, Italia                                   | TKO                            | 4     |       |
| 00 00 2004                                                        | Vittoria  | Taven Lek            | Thailand vs Europa, Trieste, Italia                                            | Per decisione                  | 5     | 3:00  |
| 17 07 2004                                                        | Vittoria  | Anis Kabouri         | Muaythai France vs Italia, Italia                                              | TKO                            | 2     |       |
| 15 06 2004                                                        | Vittoria  | Roberto Baschieri    | PalaAnderlini,Modena,Italia                                                    | Per abbandono                  | 2     |       |
| 01 06 2004                                                        | Vittoria  | Mickael Lallemand    | Torino,Italia                                                                  | KO                             | 2     |       |
|                                                                   | Vittoria  | Supan Playang        |                                                                                | KO                             | 1     |       |
| 30 04 2004                                                        | Vittoria  | Claudio Renier       | Gorizia,Italia                                                                 | KO                             | 1     | 2:00  |
| 09 11 2003                                                        | Vittoria  | Zarbo Gionata        | Thaiboxing in Trieste, Italia                                                  | KO                             | 3     |       |
| 00 06 2003                                                        | Vittoria  | Patrick Carta        | Thaiboxing Gala in Mestre, Italia                                              | KO                             | 2     |       |
|                                                                   | Vittoria  | Mickael Piscitello   |                                                                                | Per decisione                  | 3     |       |
|                                                                   | Vittoria  | Fabio Pinca          |                                                                                | Per decisione                  | 3     |       |
|                                                                   | Vittoria  | Sistito              |                                                                                | Per decisione                  |       |       |
| 00 03 2003                                                        | Vittoria  | Riccardo Cumani      | "La BangKok Italiana", Trieste, Italia                                         | Per decisione                  | 5     | 2:00  |
|                                                                   | Vittoria  |                      | Tarvisio.Italia                                                                | Per decisione                  |       |       |
|                                                                   | Vittoria  | Daniel Cvijanovic    | Udine,Italia                                                                   | KO                             | 2     |       |
|                                                                   | Vittoria  | Francesco Torre      |                                                                                | KO                             |       |       |
|                                                                   | Vittoria  | Alistair Aslanović   |                                                                                | KO                             | 1     | 1:20  |
|                                                                   | Vittoria  |                      |                                                                                | KO                             | 2     |       |
| 00 04 2001                                                        | Vittoria  | Luca Giuliana        | Trieste, Italia                                                                | Per decisione                  | 5     |       |
| 00 03 2001                                                        | Vittoria  | Luciano Facchino     | Monza,Italia                                                                   | Per abbandono                  | 2     |       |
| 02 02 2001                                                        | Vittoria  | Luca Giuliana        | Udine, Italia                                                                  | Per decisione                  | 3     |       |